# Fleury-la-Montagne
Fleury-la-Montagne és un municipi francès, situat al departament de Saona i Loira i a la regió de Borgonya - Franc Comtat. L'any 2007 tenia 614 habitants.

## Demografia

### Població
El 2007 la població de fet de Fleury-la-Montagne era de 614 persones. Hi havia 254 famílies, de les quals 56 eren unipersonals (20 homes vivint sols i 36 dones vivint soles), 95 parelles sense fills, 83 parelles amb fills i 20 famílies monoparentals amb fills.
La població ha evolucionat segons el següent gràfic:
Habitants censats

### Habitatges
El 2007 hi havia 336 habitatges, 255 eren l'habitatge principal de la família, 61 eren segones residències i 20 estaven desocupats. 327 eren cases i 9 eren apartaments. Dels 255 habitatges principals, 209 estaven ocupats pels seus propietaris, 43 estaven llogats i ocupats pels llogaters i 3 estaven cedits a títol gratuït; 1 tenia una cambra, 5 en tenien dues, 17 en tenien tres, 59 en tenien quatre i 172 en tenien cinc o més. 207 habitatges disposaven pel capbaix d'una plaça de pàrquing. A 103 habitatges hi havia un automòbil i a 136 n'hi havia dos o més.

### Piràmide de població
La piràmide de població per edats i sexe el 2009 era:
| Homes | Edats   | Dones |
| ----- | ------- | ----- |
| 0     | 95 o +  | 0     |
| 4     | 90 a 94 | 0     |
| 8     | 85 a 89 | 12    |
| 0     | 80 a 84 | 4     |
| 16    | 75 a 79 | 20    |
| 12    | 70 a 74 | 8     |
| 16    | 65 a 69 | 8     |
| 8     | 60 a 64 | 24    |
| 16    | 55 a 59 | 12    |
| 16    | 50 a 54 | 16    |
| 20    | 45 a 49 | 24    |
| 40    | 40 a 44 | 24    |
| 16    | 35 a 39 | 8     |
| 8     | 30 a 34 | 36    |
| 12    | 25 a 29 | 8     |
| 16    | 20 a 24 | 16    |
| 24    | 15 a 19 | 16    |
| 32    | 10 a 14 | 4     |
| 24    | 5 a 9   | 20    |
| 16    | 0 a 4   | 20    |

## Economia
El 2007 la població en edat de treballar era de 387 persones, 273 eren actives i 114 eren inactives. De les 273 persones actives 252 estaven ocupades (134 homes i 118 dones) i 21 estaven aturades (9 homes i 12 dones). De les 114 persones inactives 51 estaven jubilades, 30 estaven estudiant i 33 estaven classificades com a «altres inactius».

### Ingressos
El 2009 a Fleury-la-Montagne hi havia 250 unitats fiscals que integraven 619,5 persones, la mediana anual d'ingressos fiscals per persona era de 16.490 €.

### Activitats econòmiques
Dels 21 establiments que hi havia el 2007, 6 eren d'empreses de construcció, 3 d'empreses de comerç i reparació d'automòbils, 1 d'una empresa de transport, 1 d'una empresa d'hostatgeria i restauració, 1 d'una empresa d'informació i comunicació, 2 d'empreses financeres, 3 d'empreses de serveis, 2 d'entitats de l'administració pública i 2 d'empreses classificades com a «altres activitats de serveis».
Dels 7 establiments de servei als particulars que hi havia el 2009, 2 eren guixaires pintors, 2 lampisteries, 1 electricista, 1 restaurant i 1 tintoreria.
L'any 2000 a Fleury-la-Montagne hi havia 21 explotacions agrícoles que ocupaven un total de 518 hectàrees.

## Equipaments sanitaris i escolars
El 2009 hi havia una escola elemental.

## Poblacions més properes
El següent diagrama mostra les poblacions més properes.